# 김용선 (배우)
김용선(金容先, 1957년 8월 28일 ~ )은 대한민국의 여성 배우이다.

## 이력
1976년 연극배우 첫 데뷔하였으며 1년 후 1977년 KBS 텔레비전 드라마에 첫 출연하였고 이듬해 1978년 MBC 10기 공채 탤런트로 정식 데뷔하였다.

## 학력
- 신일여자상업고등학교

## 출연작

### 텔레비전 드라마
- 1980년 MBC 《안국동 아씨》
- 1981년 MBC 《장희빈》 ... 숙빈 최씨 역
- 1981년 MBC 《암행어사》
- 1981년 MBC 《교동 마님》
- 1981년 MBC 《포옹》
- 1982년 MBC 《서궁마마》 ... 인목왕후 역
- 1983년 MBC 《야망의 25시》
- 1983년 MBC 《조선왕조 오백년 - 추동궁 마마》 ... 이숙번(김희라 배우 역)의 부인 청주 정씨(정총의 딸) 역
- 1984년 MBC 《조선왕조 오백년 - 설중매》 ... 한명회의 후실이 되는 난이 역
- 1985년 MBC 《아무렴 그렇지, 그렇고 말고》 ... 이화 역
- 1985년 MBC 《조선왕조 오백년 - 임진왜란》 ... 선조 임금의 첫번째 왕비 의인왕후 박씨 역
- 1986년 MBC 《겨울꽃》 ... 순애 역
- 1988년 MBC 《세 여인》
- 1988년 MBC 《조선왕조 오백년 - 한중록》 ... 정순왕후 역
- 1988년 MBC 《도시의 흉년》
- 1989년 MBC 《대도전》
- 1989년 MBC 《조선왕조 오백년 - 파문》 ... 정순왕후 역 / 파문 드라마 마지막회에서 오가작통법을 다시 실시하도록 하고, 신유박해를 주도함, 청나라 사람인 주문모 신부를 직접 심문하고 처형할 것을 명함
- 1989년 MBC 《수난2대》
- 1990년 MBC 《마당 깊은 집》 ... 준호 어머니 역
- 1990년 MBC 《똠방각하》
- 1991년 MBC 《까치 며느리》 ... 봉화의 언니 서봉숙 역
- 1991년 KBS2 《사랑의 학교》
- 1992년 MBC 《일출봉》 ... 윤 진사의 처, 오성 母, 김씨 역
- 1992년 KBS1 《삼국기》 ... 백제 무왕의 왕비(의자왕의 어머니) 역
- 1993년 SBS 《우리 식구 열다섯》
- 1994년 MBC 《야망》 ... 정순왕후 역
- 1995년 EBS 《언제나 푸른 마음》
- 1995년 MBC 《사랑과 결혼》
- 1996년 MBC 《달콤한 인생》 ... 안지숙 역
- 1996년 SBS 《남자대탐험》 ...  강영웅의 어머니 역
- 1996년 MBC 《미망》
- 1997년 SBS 《모델》
- 1997년 MBC 《방울이》 ... 방울 모 역
- 1997년 KBS2 《열애》
- 1997년 EBS 《감성세대》 ... 루시아 모 역
- 1997년 MBC 《남자 셋 여자 셋》
- 1998년 SBS 《삼김시대》 ... 손명순 역
- 1998년 MBC 《대왕의 길》 ... 윤상궁 역
- 1998년 SBS 《7인의 신부》 ...  오희려 역
- 2000년 SBS 《좋아 좋아》 ... 장 여사 역
- 2000년 SBS 《용서》
- 2001년 ITV 《시트콤 립스틱》 ... 조은숙의 어머니이며 조대로(이대로)의 전처 김용선 역으로 카메오 단역
- 2001년 MBC 《홍국영》
- 2002년 KBS2 《골목 안 사람들》 ... 한여사 역
- 2002년 SBS 《지금은 연애중》
- 2002년 KBS2 《장희빈》 ...  조사석의 부인 역
- 2002년 EBS 《역사탐구 과거와의 대화》
- 2006년 KBS2 《구름계단》 ... 윤 박사 역
- 2007년 MBC 《별순검 시즌1》 ... (특별출연)
- 2009년 KBS1 《HD TV문학관 - 언니의 폐경》
- 2012년 TV조선 《웰컴 투 힐링타운》 ... 김광자 역
- 2015년 네이버 TV 《먹는 존재》 ... 유양 모 역
- 2016년 네이버 TV 《리얼터》 ... 최옥분 역

### 영화
- 2008년 《경축! 우리 사랑》
- 2006년 《소년 감독》 ... 경상도 아줌마 역
- 2006년 《짝패》
- 2006년 《안녕히 잘 가시게》
- 2003년 《국화꽃 향기》 ... 희재 모 역
- 2001년 《정글 쥬스》
- 1985년 《자녀목》

### 라디오 프로그램
- 2016년 EBS FM 《EBS 책 읽는 라디오 낭독 시리즈》